# Désiré Ducarin
Désiré Ducarin (né le 29 janvier 1859 à Comines, dans le quartier Sainte-Marguerite, et décédé le 15 février 1918 durant l'exil cominois) est un chef d'entreprise français d'une importante industrie textile, administrateur territorial et maire de Comines de 1904 à 1918. Il ordonnera la réalisation de nombreux projets urbanistiques améliorant l'hygiène publique, l'éducation ou l'hébergement social. 

## Biographie
Son père, Carlos Ducarin, était maréchal-ferrant. Désiré fit ses premiers pas professionnels à l'âge de treize ans comme apprenti à la forge. Ce lien avec les chevaux suscita une vocation pour les sciences. Son instituteur remarquera son intelligence et fera une demande auprès du maire de Comines afin d'aider financièrement le jeune Désiré dans ses études. Il poursuivra son instruction à Lille, puis à Paris et réussira son concours d'entrée à l'École nationale vétérinaire d'Alfort. Il revient à Comines avec son diplôme en main et lance une entreprise de fabrication de toile et profite de l'important essor de l'industrie textile du XIXe siècle. Il obtiendra deux médailles d'or lors des expositions internationales : à Bruxelles en 1889, à Paris en 1900. Il sera alors nommé chevalier de la Légion d’Honneur. En tant qu'industriel, il mettra en place dès 1896 une caisse de secours aux malade, puis une caisse destinée aux travailleurs partant à la retraite, puis en 1905 une allocation pour les ouvrières mères de famille. 
Sa carrière politique débute en 1900, face à son ancien protecteur et maire depuis 1875, M. Lauwick. Désiré Ducarin n'obtiendra qu'un siège sur les 23. En 1902, il se présente comme député de circonscription et est battu par M. Groussau, mais son nombre de voix cominoise augmente. Au décès de M. Lauwick, en 1903, se succèdent de nouvelles élections. En mai 1904, Désiré Ducarin est élu au premier tour et 18 de ses colistiers passent au second tour. En mai 1908 et 1912, il est réélu. Durant l'occupation allemande, lors de la Première Guerre mondiale, il se retire de ses fonctions pour raison de santé jusque 1916. À sa reprise, sa popularité décroit car ses démarches auprès de la Kommandantur paraissent trop courtoises. 
Il mène de nombreux travaux de modernisation de l'espace urbain. L'ancien hôpital est rasé et transformé en jardin public tandis qu'un nouvel hopital, plus vaste, est construit à la rue de Quesnoy. Des maisons ouvrières sont construites, de même qu'une piscine, des jardins scolaires ou encore une crèche. À sa réélection en 1912, son programme visait à renforcer les équipements scolaires de la ville ainsi que les infrastructures routières et ferroviaires. Malheureusement, les bombardements de l'artillerie britannique, en mai 1917, réduiront ces constructions à l'état de ruine. Lors de la Reconstruction, ces édifices seront reconstruits. Son nom est aujourd'hui visible dans les rues, les monuments ou certains bâtiments qui le portent comme la Médiathèque Désiré Ducarin qui héberge les archives communales que le maire avait sauvé de la destruction lors de l'évacuation cominoise. A postériori, les articles historiques et la presses l'ont qualifié de maître bâtisseur de Comines. 
Après l'application des lois sur la laïcité de l'État, l'opposition politique se renforça. Un parti se disait victime de persécution religieuse. Le maire de Comines avait rapidement fait appliquer les lois laïques dans tous les secteurs. Au sein de plusieurs rubaneries, des ouvriers qui soutenaient Désiré Ducarin sont renvoyés. Ce dernier créera alors un nouvel établissement rubanier, rue Carnot, qui emploie en 1914 130 rubaniers et actionne 520 métiers.

## Entreprises Ducarin
Avant la première guerre mondiale, Comines produisait plus de 80 % des rubans utilitaires consommés de par le monde. A la fin de la guerre, tout est à reconstruire. La veuve de Désiré Ducarin, Hélène Debbaudt, et son fils adoptif Louis Rembry, engagent leur fortune personnelle afin de reconstruire à l'identique la rubanerie Ducarin. L'entreprise continuera d'opérer sous le nom des Anciens Établissements D. Ducarin jusqu'en 1968. À cette date, un premier regroupement d'industrie textile est effectué.
Les progrès technologiques feront que chaque établissement rubanier de Comines se spécialise progressivement. Les entreprises Ducarin travailleront rapidement avec Peugeot et Citroën afin de développer des rubants décoratifs, utilitaires et techniques : poignées, enjoliveurs, rubans anti-crevaison pour pneu, etc. L'entreprise concevra également les bâches textiles pour les capotes de 2CV dans les années 1950 et développera les premiers modèles de ceintures de sécurité. 